# Phantasis stupida
Phantasis stupida là một loài bọ cánh cứng trong họ Cerambycidae.